# Эсмань (посёлок, Берёзовская сельская община)
Эсмань (укр. Есмань) — посёлок, Берёзовская сельская община, Шосткинский район, Сумская область, Украина.
Код КОАТУУ — 5921583702. Население по переписи 2001 года составляло 50 человек .

## Географическое положение
Посёлок Эсмань находится у истоков реки Яновка, ниже по течению примыкает село Первомайское. Через село проходит железная дорога, станция Эсмань. Рядом проходит автомобильная дорога М-02 (E 101).